# Đông Kinh (xã)
Đông Kinh là một xã thuộc huyện Đông Hưng, tỉnh Thái Bình, Việt Nam.

## Diện tích và dân số
Xã Đông Kinh có diện tích 5,49 km². Theo Tổng điều tra dân số năm 1999, xã Đông Kinh có số dân 6.103 người.

## Địa giới hành chính
Xã Đông Kinh nằm ở phía đông của huyện Đông Hưng, ranh giới tự nhiên ở phía bắc là sông Tiên Hưng và phía đông là sông Diêm Hộ.
- Phía đông giáp xã Thụy Thanh, huyện Thái Thụy;
- Phía nam giáp các xã Đông Tân và Đông Vinh, huyện Đông Hưng;
- Phía tây giáp xã Hà Giang, huyện Đông Hưng;
- Phía bắc giáp các xã Đông Xá và Đông Cường, huyện Đông Hưng.

## Giao thông
Xã Đông Kinh nằm ở phía bắc quốc lộ 39B.